# Antonín Jaroslav Liehm

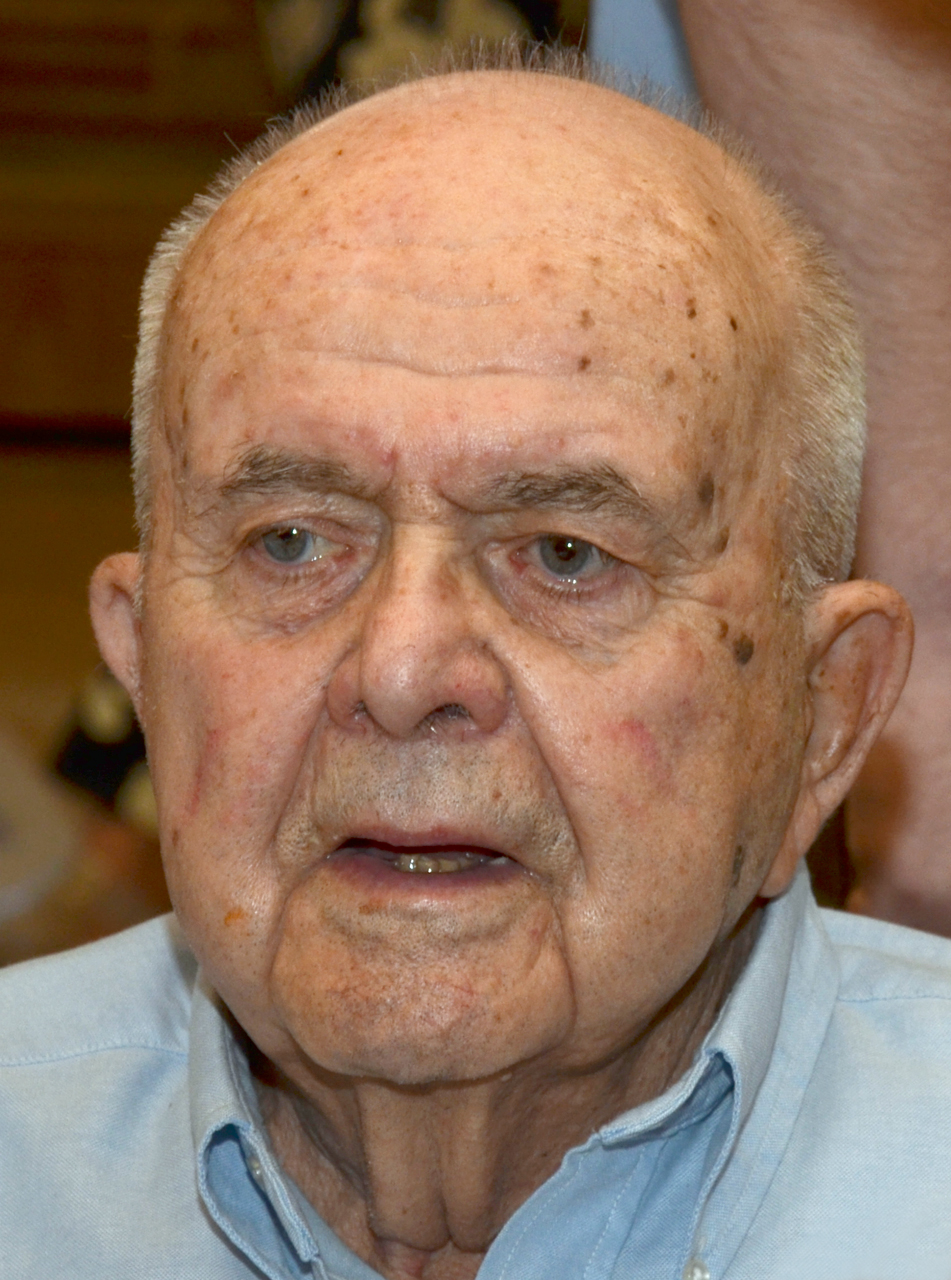
Antonín Jaroslav Liehm, 2017

Antonín Jaroslav Liehm (* 2. März 1924 in Prag; † 4. Dezember 2020 ebenda) war ein tschechischer Autor, Publizist, Übersetzer, Filmwissenschaftler und Literaturwissenschaftler, der in Paris lebte.
Liehm gründete 1984 in Paris die europäische Kulturzeitschrift Lettre International. Eine französische Ausgabe existiert seit 1993 nicht mehr, aber neben der deutschen Ausgabe seit 1984 noch eine italienische, eine rumänische, eine spanische und eine ungarische Ausgabe. Liehm leitete bis zu seinem Tod das Pariser Redaktionsbüro der Zeitschrift.

## Leben und Wirken

### Herkunft und Ausbildung
Liehm studierte politische Wissenschaften an der Karlsuniversität in Prag. Das Studium schloss er 1949 erfolgreich ab.

### Kulturní politika und Stalinismus
Schon im Alter von 21 Jahren gründete Liehm in Prag 1945 zusammen mit Emil František Burian, einem bekannten Theatermacher, die Wochenzeitschrift Kulturní politika ("Kulturpolitik"). Die Zeitung trat für die Kommunistische Partei ein und wurde schließlich vom Schriftstellerverband herausgegeben. Der damalige Außenminister Vladimír Clementis verschaffte Liehm 1948 daneben eine Anstellung in der Presseabteilung des Außenministeriums. Sein Förderer Clementis wurde 1952 nach einem stalinistischen Prozess hingerichtet. Liehm selbst wurde in der Folge entlassen und die Zeitschrift eingestellt. 1956 wurde er wieder eingestellt und vier Jahre später erneut entlassen.

### Litérarní noviny und Prager Frühling
1960 konnte Liehm wieder in die Literaturzeitschrift Literární noviny eintreten. Die ursprünglich streng stalinistische Zeitschrift hatte sich seit dem politischen Tauwetter ab 1956 liberalisiert. 1960/61 gelang es Liehm und einer Gruppe von Mitstreitern, den alten Chefredakteur abzulösen und die Redaktion zu übernehmen. Liehm beschrieb diese Zeit so: Wir machten Politik durch Kultur, durch Theater, Literatur und Philosophie. Man las uns als eine politische Zeitung im Medium der Kultur. Eine kulturpolitische Zeitschrift, in der Tradition jener an die Intelligenz gerichteten Zeitungen der 1920er Jahre. Die Auflage stieg auf 130.000 Exemplare. Auf dem tschechoslowakischen Journalistenkongress von 22.–23. April 1963 z. B. forderte Antonin Liehm die Reden westlicher Politiker allen Lesern bekannt zu machen und erst danach gegebenenfalls zu polemisieren. Die Zeitschrift gehörte zu den Wegbereitern des Prager Frühlings 1968, in dem führende tschechoslowakische Kommunisten eine Reform des politischen Systems anstrebten. Verbündete von Liehm in dieser Zeit waren insbesondere Ludvík Vaculík, Milan Kundera, Jan Procházka, Pavel Kohout und Ivan Klíma. Einige Zeit nach der Abschaffung der Zensur im Frühjahr 1968 überließ man Liehm und einer Gruppe seiner Mitstreiter ein Gebäude für die Redaktion der Literární noviny. Dort sollte die Gruppe mit Liehm als Chefredakteur die Litérarní noviny als Tageszeitung ausbauen. Der Start der Arbeit war auf den 15. September 1968 terminiert, der Neustart der Zeitung auf den Nationalfeiertag am 28. Oktober 1968.

### Niederschlagung des Prager Frühlings und Emigration
Jedoch stoppte der Einmarsch der Panzer der Roten Armee in Prag am 21. August 1968 den Prager Frühling. 1969 flüchtete Liehm zunächst nach Paris. Schon damals hegte er den Wunsch, ein europäisches Forum für intellektuelle Debatten nach dem Vorbild der Literární noviny zu schaffen.

### Universitätslehrer in den Vereinigten Staaten und Frankreich
Da er aber weder eine feste Anstellung finden noch genug Geld auftreiben konnte, ging er in die USA, wo er als Dozent Film und „europäische Kultur“ lehrte. Erst dreizehn Jahre später erhielt er eine Anstellung bei der Universität Paris VII und später bei der École des Hautes Études en Sciences Sociales.

### Sommerlektüre und 150.000 Worte
Mit Freunden brachte Liehm jährlich einen ca. 800 Maschinenseiten starken Almanach für tschechische und slowakische in der Tschechoslowakei nicht verlegte Literatur heraus, ohne Rücksicht darauf, ob die Werke im In- oder Ausland erschienen waren und auch ungeachtet dessen, ob es sich bei den Autoren um Dissidenten handelte oder nicht. Diesen Almanach nannte er Sommerlektüre.
Daneben gab er die Zeitschrift „150 000 Worte“ heraus. Der Titel erinnert an Ludvík Vaculíks Text 2000 Worte aus dem Jahre 1968. Die Zeitschrift beinhaltete eine Auswahl der nach Liehms Ansicht interessantesten publizistischen und journalistischen konfrontativen Texte aus der ganzen Welt. Das später dreimal im Jahr erscheinende Werk wurde systematisch auch über den Eisernen Vorhang geschmuggelt.
1977 organisierte Liehm in Venedig die Biennale der Widerstandskultur (Biennale del Disseno).

### L76 und weitere Gründungsversuche
Um 1977 boten ihm die deutschen Schriftsteller Günter Grass und Heinrich Böll an, eine Ost-West-Zeitschrift zu machen. Liehm war das zu eng, er wollte eine internationale Zeitschrift. Zunächst einigte man sich darauf und Liehm stellte einen internationalen Beirat zusammen. Dann aber teilte der Verleger Liehm die Ansicht von Grass mit, das Ganze geriete zu international und nicht deutsch genug und luden ihn unter Zahlung von 100 Dollar wieder aus. Der von Liehm vorgeschlagene Titel L76 wurde aber beibehalten. Die Zeitschrift ging später ein.
In Folge startete er mehrere Gründungsversuche, darunter einen in Österreich zusammen mit Martin Pollack, dem späteren Mitteleuropakorrespondenten des Spiegel, der nach Liehms Aussage beinahe geklappt hätte.

### 1984: Gründung der Lettre International
Letztendlich wurde die Lettre International aber in Paris gegründet, in Zusammenarbeit mit Liehms Freund Paul Noirot, der in einem Einzimmerbüro mit Küche die geldlose Zeitschrift Politique aujourd’hui betrieb.
Die französische Lettre schaffte es nie, genug Geld zu verdienen, um Honorare an die Autoren und Künstler zu bezahlen. Liehm arbeitete tagsüber als Dozent und die Zeitschrift beschäftigte gerade eine Studentin als Redaktionssekretärin. Das Geld wurde im Wesentlichen für gute Übersetzungen der internationalen Artikel ausgegeben. Auf die französische Ausgabe folgte noch im Jahr 1984 die italienische Ausgabe.
Das Konzept beschreibt Liehm so:

„Hatten wir einen guten Text, sei er deutsch, amerikanisch, russisch, dann suchten wir für ihn eine Umgebung. Andere Texte, die ihn umkreisen, kommentieren, obwohl sie gar nicht eigens dafür verfasst wurden. Ich will nicht leugnen, dass dies auch aus der Not geboren war, denn wir konnten ja keine Texte bestellen. Wir waren darauf angewiesen, eine Collage zu machen, ausgehend von einem wunderbaren Text. Waren die Artikel einer Ausgabe fertiggestellt, so suchten wir nach Poesie, gingen in Museen auf die Suche nach passenden Bildern. Unser Ziel war, ein play of mirrors um einen Text herum zu erzeugen.“

## Werke

### Bücher
- Louis Aragon, Antonín J. Liehm: Cestující z imperiálu: román. Spisy (Louis Aragon). SNKLU, 1962
- Gespräch an der Moldau. Das Ringen um die Freiheit der Tschechoslowakei. DEA. Molden, München 1968.
- Gespräche an der Moldau. Über humanen Sozialismus. Mit dem Essay von Jean-Paul Sartre „Der Sozialismus, der aus der Kälte kam“. Aus dem Tschechischen von Erich Bertleff. Kindler, München 1970.
- Trois générations: entretiens sur le phénomène culturel tchécoslovaque, Band 15. Collection Témoins, Gallimard, 1970.
- Josef Škvorecký, Gallimard, 1970
- Antonín J. Liehm, 飯島周: 三つの世代, みすず書房, 1970
- The politics of culture, Grove Press, 1971
- Closely watched films: the Czechoslovak experience, International Arts and Sciences Press, 1974, ISBN 978-0-608-17067-1
- Le Passé présent, J.C. Lattès, 1974
- Antonín J. Liehm, Miloš Forman: The Miloš Forman stories, International Arts and Sciences Press, 1975, ISBN 978-0-87332-051-1
- Antonín J. Liehm, Karel Kosík: Letteratura e dissenso nell’Europa dell’Est. Il Dissenso culturale. La biennale di Venezia, 1977
- Mira Liehm, Antonín J. Liehm: Il Cinema nell’Europa dell’Est, 1960–1977: il cinema di Stato e i suoi artisti. Il Dissenso culturale, La biennale di Venezia, 1977
- Henry Gabay, Antonín J. Liehm: Serghiej Paradjanov: testimonianze e documenti su l’opera e la vita. Il Dissenso culturale. La Biennale di Venezia, 1977
- Nocne rozmowy z Josefem Smrkovskim. Nowa umowa społeczna, Niezależna Oficyna Wydawnicza, 1978
- Josef Smrkovský, Antonín J. Liehm, Jan Teren: Nocne rozmowy z Josefem Smrkovskim: Nowa umowa społeczna / A. J. Liehm, Niezależna Oficyna Wydawnicza, 1978
- Peter Kussi, Antonín J. Liehm: The Writing on the wall: an anthology of contemporary Czech literature, Karz-Cohl Pub., 1983
- Robert Buchar, Antonin J. Liehm: Czech New Wave Filmmakers in Interviews, Mcfarland & Co Inc 2003, ISBN 978-0-7864-1720-9
- Antonín J. Liehm, Aleksandar S. Ilić: Miloš Forman: događaji. Band 5 von Prilozi za istoriju filma. Institut za film, 1987
- Generace, Index, 1988
- Antonín J. Liehm, Carsten Jensen, Hans Andersen, Jesper Hoffmeyer: Lettre internationale: et nyt Europa?: en ny moral?: et nyt demokrati?. [Anmeldelse], Aarhus Festuge, 1992, ISBN 978-87-7483-285-0
- Ostře sledované filmy: Československá zkušenost, Band 16 von Knihovna Iluminace, Národní Filmový Archiv, 2001, ISBN 978-80-7004-100-0

### Übersetzungen
Liehm übersetzte literarische Werke aus dem Englischen, Französischen, Deutschen und Russischen ins Tschechische. So übersetzte er viele Werke von Louis Aragon, Robert Merle und Jean-Paul Sartre.

## Ehrungen
- 1997: Leipziger Buchpreis zur Europäischen Verständigung, Anerkennungspreis für die Gründung von Lettre International[12]
- 2015: Verdienstmedaille